# Grande Prêmio da Grã-Bretanha de 2005
Resultados do Grande Prêmio da Grã-Bretanha de Fórmula 1 realizado em Silverstone em 10 de julho de 2005. Décima primeira etapa da temporada, foi vencido pelo colombiano Juan Pablo Montoya, da McLaren-Mercedes, com Fernando Alonso em segundo pela Renault e Kimi Räikkönen em terceiro com a outra McLaren.

## Resumo
- † Pela segunda corrida consecutiva, Kimi Räikkönen recebeu uma punição de perda de 10 posições no grid por troca de motor.
- ‡ Tiago Monteiro não completou a volta de classificação, tendo recebido a punição de perda de 10 posições no grid por troca de motor.
- Última corrida de Patrick Friesacher, no Grande Prêmio da Alemanha de 2005 ele foi substiuído pelo neerlandês Robert Doornbos.

## Pilotos de sexta-feira
| Construtor        | Nº | Piloto            |
| ----------------- | -- | ----------------- |
| McLaren-Mercedes  | 35 | Pedro de la Rosa  |
| Sauber-Petronas   |    | n/d               |
| Red Bull-Cosworth | 37 | Vitantonio Liuzzi |
| Toyota            | 38 | Ricardo Zonta     |
| Jordan-Toyota     | 39 | Robert Doornbos   |
| Minardi-Cosworth  |    | n/d               |

## Classificação da prova

### Treino classificatório
| Pos.   | Nº | Piloto               | Equipe            | Tempo     | Diferença |
| ------ | -- | -------------------- | ----------------- | --------- | --------- |
| 1      | 5  | Fernando Alonso      | Renault           | 1:19.905  | —         |
| 2      | 9  | Kimi Räikkönen       | McLaren-Mercedes  | 1:19.932  | + 0.027   |
| 3      | 3  | Jenson Button        | BAR-Honda         | 1:20.207  | + 0.302   |
| 4      | 10 | Juan Pablo Montoya   | McLaren-Mercedes  | 1:20.382  | + 0.477   |
| 5      | 16 | Jarno Trulli         | Toyota            | 1:20.459  | + 0.554   |
| 6      | 2  | Rubens Barrichello   | Ferrari           | 1:20.906  | + 1.001   |
| 7      | 6  | Giancarlo Fisichella | Renault           | 1:21.010  | + 1.105   |
| 8      | 4  | Takuma Sato          | BAR-Honda         | 1:21.114  | + 1.209   |
| 9      | 17 | Ralf Schumacher      | Toyota            | 1:21.191  | + 1.286   |
| 10     | 1  | Michael Schumacher   | Ferrari           | 1:21.275  | + 1.370   |
| 11     | 11 | Jacques Villeneuve   | Sauber-Petronas   | 1:21.352  | + 1.447   |
| 12     | 7  | Mark Webber          | Williams-BMW      | 1:21.997  | + 2.092   |
| 13     | 14 | David Coulthard      | Red Bull-Cosworth | 1:22.108  | + 2.203   |
| 14     | 8  | Nick Heidfeld        | Williams-BMW      | 1:22.117  | + 2.212   |
| 15     | 15 | Christian Klien      | Red Bull-Cosworth | 1:22.207  | + 2.302   |
| 16     | 12 | Felipe Massa         | Sauber-Petronas   | 1:22.495  | + 2.590   |
| 17     | 19 | Narain Karthikeyan   | Jordan-Toyota     | 1:23.583  | + 3.678   |
| 18     | 21 | Christijan Albers    | Minardi-Cosworth  | 1:24.576  | + 4.671   |
| 19     | 20 | Patrick Friesacher   | Minardi-Cosworth  | 1:25.566  | + 5.661   |
| 20     | 18 | Tiago Monteiro       | Jordan-Toyota     | sem tempo |           |
| Fonte: |    |                      |                   |           |           |

### Corrida

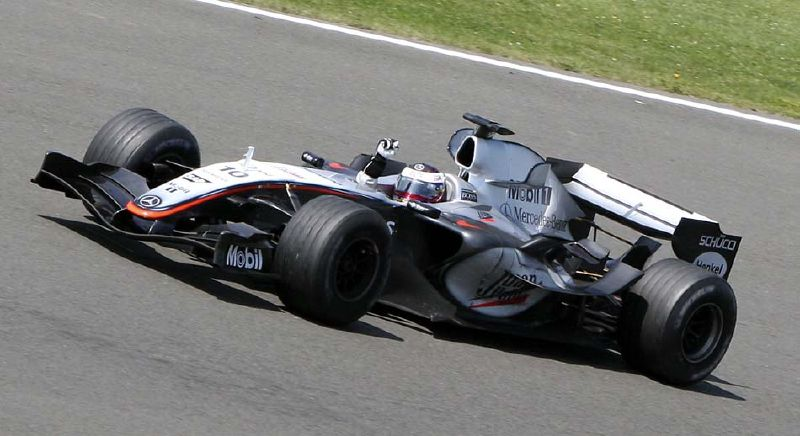
Montoya em sua primeira vitória no ano e também a primeira pela equipe McLaren.

| Pos.   | Nº | Piloto               | Equipe            | Voltas | Tempo/Diferença | Grid | Pontos |
| ------ | -- | -------------------- | ----------------- | ------ | --------------- | ---- | ------ |
| 1      | 10 | Juan Pablo Montoya   | McLaren-Mercedes  | 60     | 1:24:29.588     | 3    | 10     |
| 2      | 5  | Fernando Alonso      | Renault           | 60     | + 2.739         | 1    | 8      |
| 3      | 9  | Kimi Räikkönen       | McLaren-Mercedes  | 60     | + 14.436        | 12 † | 6      |
| 4      | 6  | Giancarlo Fisichella | Renault           | 60     | + 17.914        | 6    | 5      |
| 5      | 3  | Jenson Button        | BAR-Honda         | 60     | + 40.264        | 2    | 4      |
| 6      | 1  | Michael Schumacher   | Ferrari           | 60     | + 1:15.322      | 9    | 3      |
| 7      | 2  | Rubens Barrichello   | Ferrari           | 60     | + 1:16.567      | 5    | 2      |
| 8      | 17 | Ralf Schumacher      | Toyota            | 60     | + 1:19.212      | 8    | 1      |
| 9      | 16 | Jarno Trulli         | Toyota            | 60     | + 1:20.851      | 4    |        |
| 10     | 12 | Felipe Massa         | Sauber-Petronas   | 59     | + 1 volta       | 16   |        |
| 11     | 7  | Mark Webber          | Williams-BMW      | 59     | + 1 volta       | 11   |        |
| 12     | 8  | Nick Heidfeld        | Williams-BMW      | 59     | + 1 volta       | 14   |        |
| 13     | 14 | David Coulthard      | Red Bull-Cosworth | 59     | + 1 volta       | 13   |        |
| 14     | 11 | Jacques Villeneuve   | Sauber-Petronas   | 59     | + 1 volta       | 10   |        |
| 15     | 15 | Christian Klien      | Red Bull-Cosworth | 59     | + 1 volta       | 15   |        |
| 16     | 4  | Takuma Sato          | BAR-Honda         | 58     | + 2 voltas      | 7    |        |
| 17     | 18 | Tiago Monteiro       | Jordan-Toyota     | 58     | + 2 voltas      | 20 ‡ |        |
| 18     | 21 | Christijan Albers    | Minardi-Cosworth  | 57     | + 3 voltas      | 18   |        |
| 19     | 20 | Patrick Friesacher   | Minardi-Cosworth  | 56     | + 4 voltas      | 19   |        |
| Ret    | 19 | Narain Karthikeyan   | Jordan-Toyota     | 10     | Pane elétrica   | 17   |        |
| Fonte: |    |                      |                   |        |                 |      |        |

## Tabela do campeonato após a corrida
| Pos.   | Piloto             | Pontos |
| ------ | ------------------ | ------ |
| 1      | Fernando Alonso    | 77     |
| 2      | Kimi Räikkönen     | 51     |
| 3      | Michael Schumacher | 43     |
| 4      | Rubens Barrichello | 31     |
| 5      | Jarno Trulli       | 31     |
| Fonte: |                    |        |

| Pos.   | Construtor       | Pontos |
| ------ | ---------------- | ------ |
| 1      | Renault          | 102    |
| 2      | McLaren–Mercedes | 87     |
| 3      | Ferrari          | 74     |
| 4      | Toyota           | 54     |
| 5      | Williams–BMW     | 47     |
| Fonte: |                  |        |

- Nota: Somente as primeiras cinco posições estão listadas.